# Temple maçonnique de Colmar
Le temple maçonnique est un monument historique situé à Colmar, dans le département français du Haut-Rhin et la région Grand Est.

## Localisation
L'édifice est situé au 37, avenue Clemenceau à Colmar.

## Historique
La bâtisse a été édifiée en 1906 grâce aux fonds personnels de Guillaume II.
Au rez-de-chaussée se trouve le temple dit « temple républicain ». C'est dans ce lieu que se réunit la « loge Clemenceau », une des six loges des lieux.
L'immeuble, le mur de clôture et la grille font l'objet d'une inscription au titre des monuments historiques depuis le 9 février 2007.

## Architecture
L'édifice carré est de style romantique rhénan et comprend un avant-corps décentré vers la rue et une tourelle d'escalier vers la cour.
De nombreux symboles maçonniques sont présents dans divers éléments de menuiserie, sculpture, peinture ou vitrail.